# Christoph Willms
Christoph Willms (* 13. März 1948 in Wanne-Eickel  (heute Herne); † 22. November 2015 in Groß-Gerau) war ein deutscher Prähistoriker und Spezialist der Archäometallurgie.

## Leben
Willms studierte Vor- und Frühgeschichte, Ethnologie und Volkskunde an der Westfälischen Wilhelms-Universität Münster. Im Jahre 1978 promovierte er bei Karl Josef Narr über die jungneolithische Michelsberger Kultur und den Silexhandel.
Nach seiner Dissertation arbeitete Willms beim Archäologischen Dienst des Kantons Bern in der Schweiz (1978–1979), als Assistent am Seminar für Vor- und Frühgeschichte der Johann Wolfgang Goethe-Universität in Frankfurt (1981–1986), am Museum für Vor- und Frühgeschichte Frankfurt (1988–1990 und 1998–2000) sowie für das Forschungsprojekt „Archäometallurgie“ an der Westfälischen Wilhelms-Universität und dem Westfälischen Museum für Archäologie in Münster (1990–1997). Gemeinsam mit Albrecht Jockenhövel veröffentlichte er etliche Artikel zur mittelalterlichen Eisengewinnung und ein zusammenfassendes Werk zum Abschluss des Dietzhölzetal-Projekts.
Ab dem Jahre 2001 leitete Willms die Prähistorische Abteilung des Archäologischen Museums Frankfurt. Unter anderem wurde im Jahre 2002 die Sonderausstellung „Der Keltenfürst aus Frankfurt. Macht und Totenkult um 700 v. Chr.“  von ihm konzipiert.
Im Jahre 2013 trat Willms in den Ruhestand, arbeitete jedoch weiterhin im Archiv des Frankfurter Museums an einem Überblickswerk der Sammlung.

## Bibliographie (Auswahl)

### Monographien
- Die Felsgesteinartefakte der Cortaillod-Schichten, Die neolithischen Ufersiedlungen von Twann Bd. 9, Paul Haupt, Bern, 1980.
- Zwei Fundplätze der Michelsberger Kultur aus dem westlichen Münsterland, gleichzeitig ein Beitrag zum neolithischen Silexhandel in Mitteleuropa. Dissertation. Münstersche Beiträge zur Ur- und Frühgeschichte 12, Verlag August Lax, Hildesheim, 1982 (Dissertation von 1978).
- Veränderungen der Umwelt durch den Menschen – Vom Neolithikum bis zur Antike, 6. Studienbrief des Projektes Biologische Evolution des Menschen des Deutschen Instituts für Fortbildung (DIFF), Tübingen, 1989 (Erprobungsfassung, ungedruckt).
- Mensch und Natur in der Jungsteinzeit: Über die Eingriffe des Menschen in seine Umwelt in der Zeit von 5600 bis 2400 v. Chr., Begleitbuch zur gleichnamigen Tastausstellung im Maulwurfsbau, Stadt Frankfurt am Main, Frankfurt am Main, 1991.
- Der Keltenfürst aus Frankfurt, Macht und Totenkult um 700 v. Chr., Archäologisches Museum, Frankfurt am Main, 2002.
- Das Dietzhölzetal-Projekt. Archäometallurgische Untersuchungen zur Geschichte und Struktur der mittelalterlichen Eisengewinnung im Lahn-Dill-Gebiet (Hessen). (Münstersche Beiträge zur Ur- und Frühgeschichtlichen Archäologie 1), VML Verlag Marie Leidorf, Rahden, 2005 (mit Albrecht Jockenhövel).
- Frankfurts Archäologie. Steinzeit, Archäologisches Museum, Frankfurt am Main, 2006.
- Frankfurts Archäologie. Metallzeiten, Archäologisches Museum, Frankfurt am Main, 2010.
- Prähistorische Grabfunde aus Frankfurt am Main. Eine Bestandsaufnahme von den Anfängen bis zum Zweiten Weltkrieg, Schnell & Steiner, Regensburg, 2021.

### Beiträge
- Die chronologische Fixierung der Flachen Hammeräxte aus südlicher Sicht, in Jahrbuch der Schweizerischen Gesellschaft für Ur- und Frühgschichte, 65, 1982, 7 ff.
- Obsidian im Neolithikum und Äneolithikum Europas, Ein Überblick, in Germania, 61.2, 1983, 327 ff.
- Neolithischer Spondylusschmuck: Hundert Jahre Forschung, in Germania, 63, 1985, 331–343.
- Getreide im europäischen Frühneolithikum, in Saeculum, 42.1, 1991, 104 ff.
- Homo sapiens sapiens – ein ausrottendes Lebewesen von Beginn an? Zum Mensch-Umwelt-Verhältnis in vorchristlicher Zeit, in Plattform, 1, 1992, 45 ff (mit Albrecht Jockenhövel).
- Archäologie ohne Ausgrabung, Zu den Möglichkeiten und Grenzen von prospektionsmethoden, in Der Märker, 42.4, 1993, 177–181.
- Ausgrabungen auf einer frühen „Massenhütte“ im oberen Wippertal, in Archäologie im Rheinland, 1994 (1995), 132–135.
- Struktur und Organisation der Verhüttung im Dill/Dietzhölze-Revier, in JOCKENHÖVEL, Albrecht (Hrsg.), Bergbau, Verhüttung und Waldnutzung im Mittelalter, Auswirkungen auf Mensch und Umwelt, Beihefte VSGW 121, Franz Steiner Verlag, 1996, 30–50.
- Frühindustrielle Landschaften im Dillenburger Gebiet und im Märkischen Sauerland, in Siedlungforschung, Archäologie-Geschichte-Geographie, 16, 1998 (1999), 339–362.
- Forschungsgrabungen zur Eisengewinnung im Märkischen Sauerland 1994–96 (im Druck).
- Löwe, Elch und Schildkröte: kein jungsteinzeitliches Märchen, in ECKERT, Jörg, EISENHAUER, Ursula und ZIMMERMAN, Andrea (Hrsg.), Archäologische Perspektiven, Analysen und Interpretationen im Wandel, Festschrift für Jens Lüning zum 56. Geburtstag, Internationale Archäologie 20, VML Verlag Marie Leidorf, 2003, 181–194.
- Tradition and Innovation: Early Blast Furnaces in Central Europe between the Early and Late Middle Ages, in NICODEMI, Walter und MAPELLI, Carlo (Hrsg.), The Civilisation of Iron: from Prehistory to the Third Millenium, Mailand, Olivares, 2004, 197–208 (mit Albrecht Jockenhövel).
- Vor 100 Jahren ausgegraben – ein Späturnenfeldzeitliches „Steinpackungsgrab“  vom Frankfurter Osthafen, in Hessen-Archäologie, 2008, 50–53.
- Nochmals zur Frankfurter Osthafen-Grabung von 1909 – Urnengrab A33, in Hessen-Archäologie, 2009, 54–57.
- Eine späturnenfelderzeitliche „Großkopfnadel“ aus dem Archäologischen Museum Frankfurt, Hessen-Archäologie, 2010, 35–37.
- Kierspe-Fernhagen (Märkischer Kreis), Verhüttungsplatz Nr. 11 in JOCKENHÖVEL, Albrecht (Hrsg.), Mittelalterliche Eisengewinnung im Märkischen Sauerland: Archäometallurgische Untersuchungen zu den Anfängen der Hochofentechnologie in Europa, Münstersche Beiträge zur Ur- und Frühgeschichtlichen Archäologie 7, VML Verlag Marie Leidorf, Rahden 2013, 21–56.
- Kierspe-Fernhagen (Märkischer Kreis), Verhüttungsplatz Nr. 72, Ibidem, 67–89.
- Beile und Äxte aus Felsgestein. In: H. Floss (Hrsg.), Steinartefakte. Vom Altpaläolithikum bis in die Neuzeit. Tübingen 2013, S. 857–874.
- Das Steinkistengrab von Bad Nauheim, Stand der Auswertung im Jahre 2015, in FASOLD, Peter, GIEMSCH, Liane, OTTENDORF, Kim und WINGER, Daniel (Hrsg.), Forschungen in Franconofurd, Festschrift für Egon Wamers zum 65. Geburtstag, Schnell + Steiner, Regensburg, 2017, 55–75.

### Rezensionen
Rezensionen in verschiedenen Zeitschriften (Zeitschrift für Altertumskunde und Kunstgeschichte, Germania, Nassauische Annalen und Geschichte in Wissenschaft und Unterricht).